# Tony Gingras

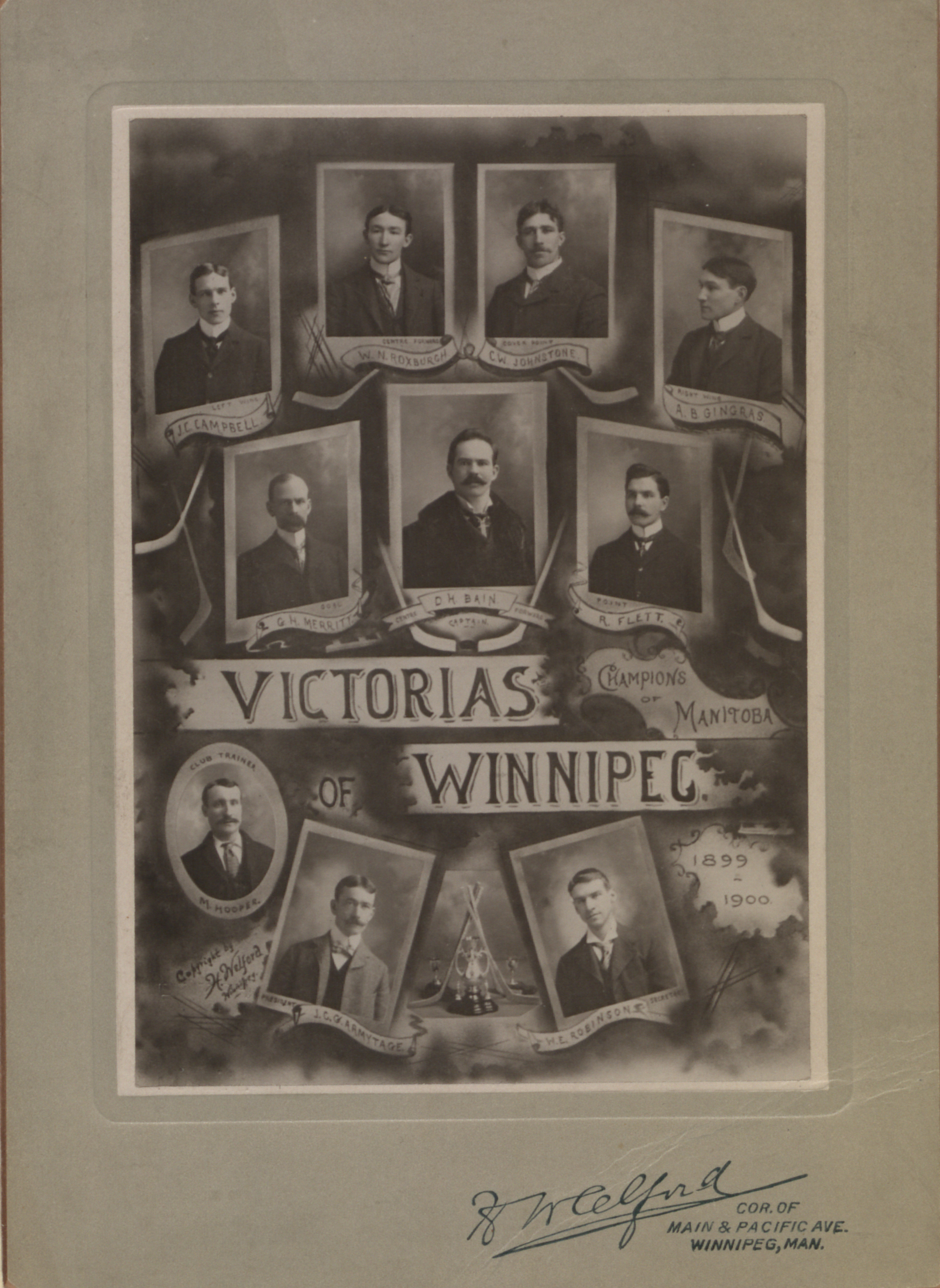
Tony Gingras, längst upp till höger, med Winnipeg Victorias säsongen 1899–1900.

Antoine "Tony" Blanc Gingras, född 20 oktober 1876 i Saint Boniface, Manitoba, död 27 april 1937 i Winnipeg, var en kanadensisk ishockeyspelare på amatörnivå. Gingras, som var métis, var en av de första framstående fransk-kanadensiska ishockeyspelarna.

## Karriär
Tony Gingras växte upp i Saint Boniface, Winnipeg, och började spela ishockey på egen hand 1888 vid St. Boniface College. Senare fick han plats som högerforward med Winnipeg Victorias i Manitoba Hockey Association där han spelade bredvid centerforwarden Dan Bain.

### Winnipeg Victorias spelar om Stanley Cup
Winnipeg Victorias hade vunnit Stanley Cup i februari 1896 efter att ha besegrat Montreal Victorias med 2-0 och i februari 1899, med Gingras som ny spelare från förra mötet lagen emellan, möttes lagen igen för att spela om den åtråvärda pokalen. Montreal vann första matchen med 2-1 men den andra matchen fick avbrytas efter en incident då Montreals Bob McDougall bryskt haft ner Tony Gingras. Spelarna i Winnipeg menade att McDougall kommit för lätt undan överfallet och vägrade spela vidare tills de ansett att rättvisa utfärdats. Domaren lämnade först arenan men återkom senare och gav Winnipeg Victorias fem minuter på sig att återuppta matchen. Då Winnipeg vägrade gavs segern till Montreal.
I februari 1900 utmanade Winnipeg Victorias åter igen om Stanley Cup men fick ge sig mot Montreal Shamrocks som vann den jämna finalserien med 2-1 i matcher. Året därefter, 1901, fick dock Winnipeg revansch på Shamrocks då de vann Stanley Cup efter att ha segrat i två raka matcher med siffrorna 4-3 och 2-1. I januari 1902 försvarade Winnipeg pokalen mot Toronto Wellingtons men i mars samma år fick laget ge sig mot utmanarna Montreal Hockey Club som vann med 2-1 i matcher och tog över Stanley Cup.
1903 spelade Gingras och Winnipeg Victorias om Stanley Cup en sista gång men förlorade mot Montreal HC med 2-1 i matcher. I den andra matchen i finalserien lagen emellan, som slutade oavgjord 2-2, gjorde Gingras Victorias reduceringsmål fram till 2-1. Matchen avbröts senare efter 27 minuters spel på övertid då klockan slog midnatt och borgmästaren i Westmount, Quebec, vägrade att tillåta spelet fortsätta in på vilodagen.
Gingras avled i Winnipeg i april 1937 och efterlämnade en fru samt sex döttrar och fyra söner.

## Statistik

### Stanley Cup
| År     | Lag                | Matcher | Mål |
| ------ | ------------------ | ------- | --- |
| 1899   | Winnipeg Victorias | 2       | 1   |
| 1900   | Winnipeg Victorias | 3       | 2   |
| 1901   | Winnipeg Victorias | 2       | 1   |
| 1902   | Winnipeg Victorias | 2       | 2   |
| 1902   | Winnipeg Victorias | 3       | 2   |
| 1903   | Winnipeg Victorias | 4       | 1   |
| Totalt | Totalt             | 16      | 9   |

## Meriter
- Stanley Cup – 1901 och 1902 med Winnipeg Victorias.